# Stolen (2012)
Stolen ist ein US-amerikanischer Actionthriller des Regisseurs Simon West aus dem Jahre 2012. Der Film wurde erstmals in Bahrain am 6. September 2012 veröffentlicht. Premiere war am 14. September in den USA und am 26. Oktober in Deutschland. In den Hauptrollen spielen Nicolas Cage, Danny Huston, Malin Åkerman, M.C. Gainey, Sami Gayle, Mark Valley und Josh Lucas.

## Handlung
Will Montgomery, ein ehemaliger Meisterbankräuber, hat gerade seine achtjährige Haftstrafe abgesessen und wird nun von seiner dunklen Vergangenheit eingeholt. Der letzte spektakuläre Bankraub war misslungen und Will war nach einer Verfolgungsjagd festgenommen und verurteilt worden. Nach einem Gespräch mit seiner Tochter Alison wird sie von Wills totgeglaubtem ehemaligen Kumpanen Vincent entführt und im Kofferraum eines Taxis eingesperrt. Für die Freilassung fordert Vincent seinen Anteil an dem verschwundenen Diebesgut. Allerdings existiert die Beute nicht mehr, da Will sie im letzten Moment vor seiner Festnahme verbrannt hatte; so konnte er nur wegen Einbruchs verurteilt werden und entging einer wesentlich längeren Haftstrafe wegen vollendeten Raubes. Jetzt bleiben ihm nur noch zwölf Stunden, um die Summe aufzutreiben, ansonsten wird Vincent Alison töten. Der besorgte Vater kommt ihm zwar auf die Fährte, da die Zeit jedoch verrinnt, bleibt ihm nichts anderes übrig, als mit der Hilfe seiner ehemaligen Komplizin das benötigte Geld nochmals in einem Millionencoup zu rauben. Er steigt dabei sechs Blocks entfernt von einer Bank in die Kanalisation und kommt unter den Tresorraum mit den Goldbarren, wo er ein Loch in den Boden brennt. Dadurch schmilzt das Gold, das nun flüssig in das Abwasser kommt und dort zu Klumpen erkaltet. Mit dem Gold trifft er sich mit Vincent in einem stillgelegten Vergnügungspark, wo nun Vincent versucht, Will aus Rache umzubringen. Will gelingt es jedoch, Vincent zu überwältigen und seine Tochter zu retten.

## Trivia
- Der Film hatte ein Budget von 35 Millionen Dollar zur Verfügung, spielte aber nur 2.106.557 Dollar (USA 304.318 $, Ausland 1.802.239 $) ein. Deshalb wurde Stolen schon nach zwei Wochen wieder aus den Kinos genommen und direkt als DVD veröffentlicht.[3]
- Clive Owen und Jason Statham waren auch im Gespräch als Hauptdarsteller für diesen Film.

- Der Film wurde zunächst unter dem Arbeitstitel Medallion angekündigt.[4]

## Kritik
„Ein sklavisch an den Standards des Heist- und Actionthrillers entlang erzählter Genrefilm, der inszenatorisch wie auch in der Figurenzeichnung nur durchschnittliche Unterhaltung bietet.“

„Ex-Schlossbesitzer Nicolas Cage zahlt noch immer Raten ab und saust deshalb unverdrossen als Dieb mit Herz durch Nu Image-Actionfilme, um seine Tochter aus den Krallen gemeiner Psychopathen zu befreien. Komplizierte Überfälle auf staatliche Goldvorräte werden mit der Lässigkeit und Geschwindigkeit von Autodiebstählen erledigt in dieser keinerlei Realität verpflichteten, dafür aber rundweg effektvoll und unterhaltsam angerichteten Hochglanzaction-Dauerverfolgungsjagd.“

Kino.de urteilte, diese „Hochglanzaction-Dauerverfolgungsjagd“ sei zwar „keinerlei Realität verpflichtet[…], dafür aber rundweg effektvoll und unterhaltsam angerichtet[…].“

## Synchronisation
| Darsteller        | Sprecher          | Rolle                    |
| ----------------- | ----------------- | ------------------------ |
| Nicolas Cage      | Martin Keßler     | Will Montgomery          |
| Josh Lucas        | Tobias Kluckert   | Vincent                  |
| Sami Gayle        | Laura Elßel       | Alison Loeb              |
| Danny Huston      | K. Dieter Klebsch | Tim Harlend              |
| Malin Åkerman     | Ursula Hugo       | Riley Jeffers            |
| Jon Eyez          | Roman Kretschmer  | Bertrand                 |
| John McConnell    | Michael Iwannek   | betrunkener Businessmann |
| Mark Valley       | Ingo Albrecht     | Fletcher                 |
| Edrick Browne     | Tommy Morgenstern | Jacobs                   |
| Dan Braverman     | Lutz Schnell      | Lefleur                  |
| Marcus Lyle Brown | Marcel Collé      | Matthews                 |
| Kevin Foster      | Frank Schröder    | Motorrad-Cop             |
| Matt Nolan        | Bernhard Völger   | Tessler                  |